# Pseudochromis flavivertex
La perca Pseudochromis flavivertex és un peix, de la família dels Pseudochromidae.
És un dels peixos marins més populars i sol·licitats en aquariofília.

## Morfologia
El Pseudochromis flavivertex presenta un gran dimorfisme sexual. Els mascles tenen una banda groga que s'estén dorsalment des del morro cap a la punta superior de l'aleta caudal, la resta del cos és sobretot blava amb una àrea ventral clara. Les femelles són dorsalment gris blaves i centralment blanques amb punts foscos, amb l'aleta caudal groga.
Arriben als 7,2 cm de llarg, en el cas dels mascles, que són una mica majors que les femelles.

## Hàbitat i distribució
Es distribueix per la mar Roja i el golf d'Aden.
Viu en llacunes i en parets rocoses verticals. Sol aixoplugar-se en coves i forats de roques dels esculls coral·lins, així com en colònies coral·lines. Es troba entre 2 i 30 metres de profunditat.

## Alimentació
En la natura es nodreix principalment de crustacis i diversos organismes bentònics.

## Reproducció
És hermafrodita protogínic, això significa que totes neixen femelles i, en un moment donat, es transformen en mascles. Al contrari que ocorre amb altres espècies, si tenim una parella, el mascle serà l'exemplar més gros.
Són ovípars i de fertilització externa: produeixen ous que s'adhereixen en roques; després el mascle fertilitza els ous i s'encarrega de mantenir-los oxigenats. En un període de 3 a 7 dies esclaten els ous i naixen les larves, que romanen en aquest estadi 30 dies abans de convertir-se en alevins.

## Manteniment
Indicat per al seu manteniment en aquari d'escull. Si es vol mantenir una parella se'ls ha d'introduir en l'aquari simultàniament. Cal evitar la convivència amb gambes o gambetes, perquè poden ser-ne preses. També pot atacar cucs tubícoles. Si s'associa amb peixos grans o agressius es pot tornar molt tímid i rarament aparéixer a les zones obertes, passant la major part del temps ocult entre roques.
Se li ha de proveir de zones amb corrents i ben oxigenades. També es dotarà l'aquari d'amagatalls i zones ombrívoles.
La majoria dels espècimens en el comerç d'aquariofília solen estar habituats a alimentar-se amb mysis i artèmia congelats.